# モード・オブ・ランカスター (アルスター伯爵夫人)
モード・オブ・ランカスター（Maud of Lancaster, 1310年頃 - 1377年5月5日）は、イングランド貴族の女性で、第3代アルスター伯ウィリアム・ドン・ド・バラと結婚した。第4代アルスター女伯エリザベス・ド・バラの母。2番目にアイルランド大法官サー・ラルフ・ド・アフォードと結婚し、オックスフォード伯爵夫人モード・ド・アフォードの母となった。2番目の夫ラルフ・ド・アフォードの死後、サフォークにあったアウグスティノ会の修道院、キャンプシー修道院の修道女となった。

## 生い立ち
モードは1310年頃、第3代ランカスター伯ヘンリーとモード・チャワースの娘として生まれた。姉にリデルのウォーク男爵夫人ブランシュがおり、また、モウブレー男爵夫人ジョーン、エイムズベリー修道院長イザベル・オブ・ランカスター、アランデル伯爵夫人エレノア、パーシー男爵夫人メアリーの4人の妹がいた。唯一の兄弟は初代ランカスター公ヘンリー・オブ・グロスモントであり、その娘ブランシュは1359年にジョン・オブ・ゴーントの最初の妻となり、1367年に後のイングランド王ヘンリー4世の母となった。
母モードは1322年に、モードが12歳の時に亡くなった。

## 結婚と子女
1327年、モードは第3代アルスター伯ウィリアム・ドン・ド・バラと結婚した。夫婦は1327年5月1日付で教皇から婚姻の特許状を受けた。モードは夫と共にアイルランドに移住し、ベルファストのキャリックファーガス城において一人娘エリザベスを産んだ。
- エリザベス（1332年 - 1363年） - 第4代アルスター女伯。クラレンス公ライオネル・オブ・アントワープと結婚し、一人娘フィリッパの母となった。

1333年6月、夫ウィリアムはキャリックファーガス近郊で殺害された。夫の殺害はアイルランド内戦の引き金となり、モードは幼い娘（アルスター女伯）と共にイングランドへ逃亡し、エドワード3世の宮廷で王族と共に暮らした。アイルランド情勢に関するモードの知識は、アイルランドの人事に大きな影響力を持っていた。
モードは1343年8月8日にサー・ラルフ・ド・アフォードと結婚した。ラルフはアフォード卿ロバート・ド・アフォードとセシリー・ド・ヴァローニュの末息子であった。1344年、夫ラルフはアイルランド大法官に任命されたため、モードは同年7月に夫と共にアイルランドへ渡り、そこでもう一人の娘をもうけた。
- モード（1345/6年 - 1413年） - 第8代オックスフォード伯トマス・ド・ヴィアーと結婚し、第9代オックスフォード伯およびアイルランド公ロバート・ド・ヴィアーの母となった。

夫ラルフは無能な大法官で、アイルランド人から徹底的に軽蔑されていた。夫ラルフのずさんな統治の下、デズモンド家とバラ家の間で繰り広げられた内戦は頂点に達した。夫は議会に召喚され、自らの悪行と、その統治下においてアングロ・ノルマン貴族の間でくりひろげられた絶え間ない争いや小競り合いの責任を問われた。

## 修道院における生活
1346年4月9日、キルメイナムでラルフ・ド・アフォードが亡くなった後、モードは再びイングランドに戻った。1347年8月8日から1348年4月25日にかけて、サフォークのアウグスティノ会キャンプシー修道院の修道女となった。1364年には、クララ会のブルイスヤード修道院に移った。1377年5月5日、モードはそこで67歳で亡くなり、ブルイスヤード修道院に埋葬された。